# Pulau Serua
Pulau Serua är en ö i Indonesien.   Den ligger i provinsen Moluckerna, i den östra delen av landet, 2 600 km öster om huvudstaden Jakarta. Arean är 6,5 kvadratkilometer.
Terrängen på Pulau Serua är kuperad. Öns högsta punkt är 619 meter över havet. Den sträcker sig 2,9 kilometer i nord-sydlig riktning, och 3,9 kilometer i öst-västlig riktning.